# Rhynchostegium zeyheri
Rhynchostegium zeyheri là một loài rêu trong họ Brachytheciaceae. Loài này được Spreng. ex Müll. Hal. A. Jaeger mô tả khoa học đầu tiên năm 1878.